# Los Veganeros
Los Veganeros ist ein Film aus dem Jahr 2015. Er ist den Genres Drama und Komödie zuzuordnen. Der Film behandelt die Themen Veganismus und Tierrechte.

## Handlung
Die vegan lebende Kindergärtnerin Vicky lernt durch eine Zeitungsanzeige die 94-jährige Alma kennen. Sie treffen sich mit Gleichgesinnten im Restaurant Los Veganeros, um Aktionen zu planen. Nachdem Pläne für eine Schweinemastanlage in Hannover entstehen, schlägt Vicky vor, den Mäster Heinz Granitzka zu entführen. Als sie dies in die Tat umsetzen, ursprünglich mit der Intention, auf die Bedingungen in seinem Betrieb hinzuweisen, gerät dies aus dem Ruder.

## Hintergrundinformationen
Das Budget für den Film betrug 25.000 Euro. Regisseur Lars Oppermann, der selbst vegan lebt, wollte bewusst keine Dokumentation mit drastischen Bildern drehen, sondern stattdessen humorvoll an das Thema herangehen.

## Veröffentlichung
Der Film kam am 20. März 2015 in die Kinos.

## Rezeption
„Mit viel Humor soll ‚Los Veganeros‘ zum Umdenken anregen.“

## Fortsetzung
2017 erschien mit Los Veganeros 2 die Fortsetzung.